# Смердово (Ивановская область)
Смердово — село в Лежневском районе Ивановской области России, входит в состав Лежневского сельского поселения.

## География
Село расположено на берегу речки Смердяга в 11 км на юго-запад от райцентра посёлка Лежнево.

## История
Деревянная церковь в селе Смердово в первый раз построена в 1753 году. До 1828 года приход при церкви считался самостоятельным, а затем был закрыт и приписан к селу Афанасову. В 1831 году в селе было положено основание каменной церкви, которая была построена в 1835 году, в том же году освящен был в ней главный престол, холодный — в честь Святой Живоначальной Троицы. В 1840 году в церкви устроены и освящены два теплые придела: на южной стороне — в честь Казанской иконы Божьей Матери и на северной стороне — во имя святого мученика Иоанна Воина. Колокольня при церкви тоже каменная, построена в 1863 году. Церковь и колокольня обнесены каменной оградой. Приход состоял из села и деревни Лужков. С 1891 года в селе существовала церковно-приходская школа. 
В конце XIX — начале XX века село входило в состав Лежневской волости Ковровского уезда Владимирской губернии. В 1859 году в селе числилось 23 двора, в 1905 году — 35 дворов.
С 1932 года село входило в состав Афанасовского сельсовета Лежневского района, с 1954 года в составе Щаповского сельсовета, в 1963-85 годах — в составе Ивановского района, с 2005 года село — в составе Лежневского сельского поселения.

## Население
| 1859 | 1905 |
| ---- | ---- |
| 158  | 208  |

| 1859 | 1905 | 2010 |
| ---- | ---- | ---- |
| 158  | ↗208 | ↘12  |

## Достопримечательности
В селе находится недействующая Церковь Троицы Живоначальной (1831-1835)